# 伊豆七不思議
伊豆七不思議（いずななふしぎ）とは、静岡県の伊豆半島に伝わる七つの不思議な物語のこと。
- 大瀬明神の神池（沼津市） - 神池は海に突き出た半島にある淡水池で、海から最も近いところでは20m程度しかない。
- 堂ヶ島のゆるぎ橋（賀茂郡西伊豆町）
- 石廊崎権現の帆柱（賀茂郡南伊豆町）
- 手石の阿弥陀三尊（賀茂郡南伊豆町）
- 河津の鳥精進酒精進（賀茂郡河津町）
- 独鈷の湯（伊豆市修善寺）
- 函南のこだま石（田方郡函南町）